# ماریانو فورتونی
ماریا فورتونی ای مارسال (به اسپانیایی: Mariano Fortuny y Marsal) (رئوس، ۱۱ ژوئن ۱۸۳۸- رم، ۲۱ نوامبر ۱۸۷۴) نقاش اسپانیایی است که به همراه ادواردو روسالس در زمره معروف‌ترین نقاشان قرن نوزدهم اسپانیا پس از فرانسیسکو گویا است.

## Gallery

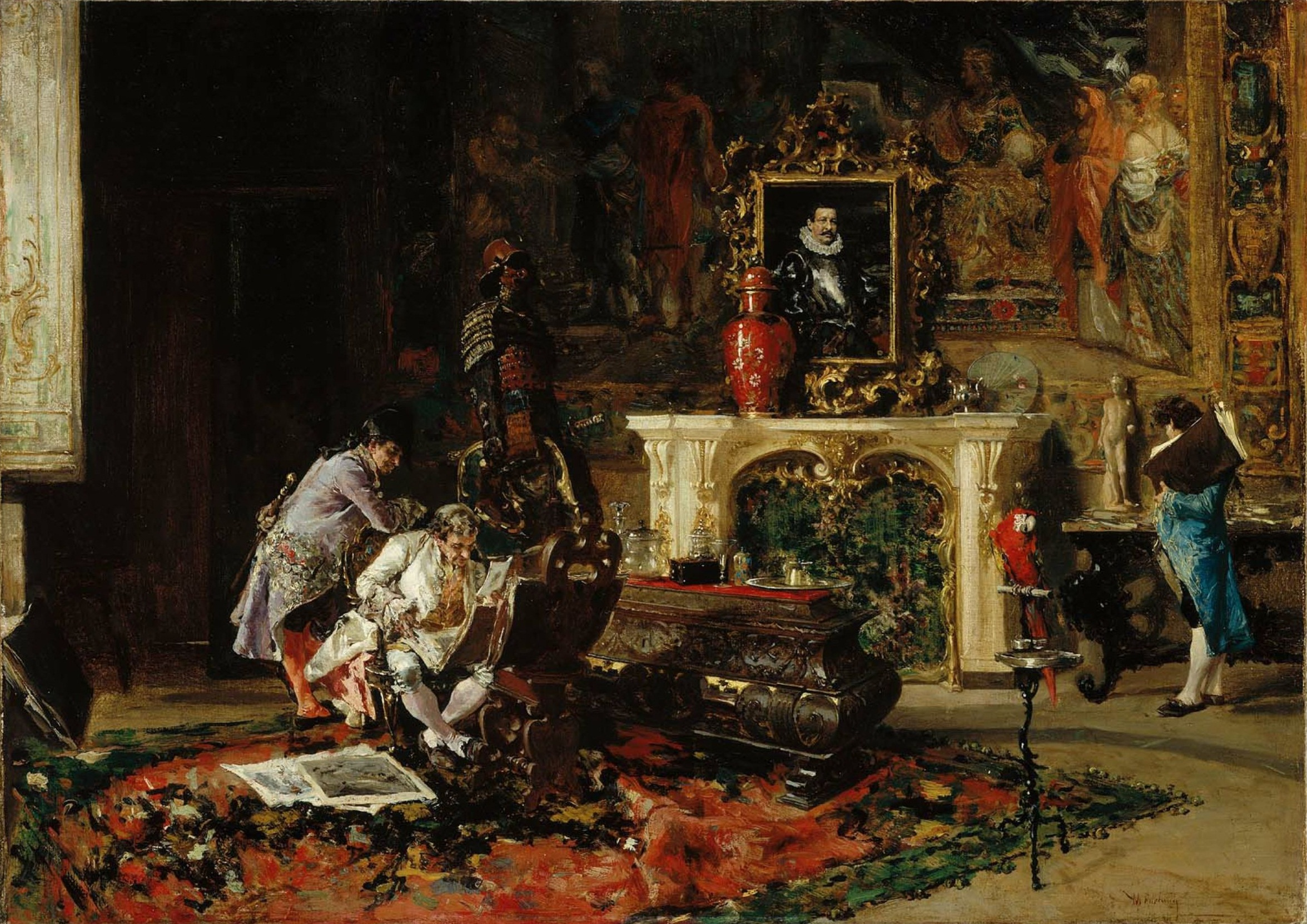
The Print Collector, 1863
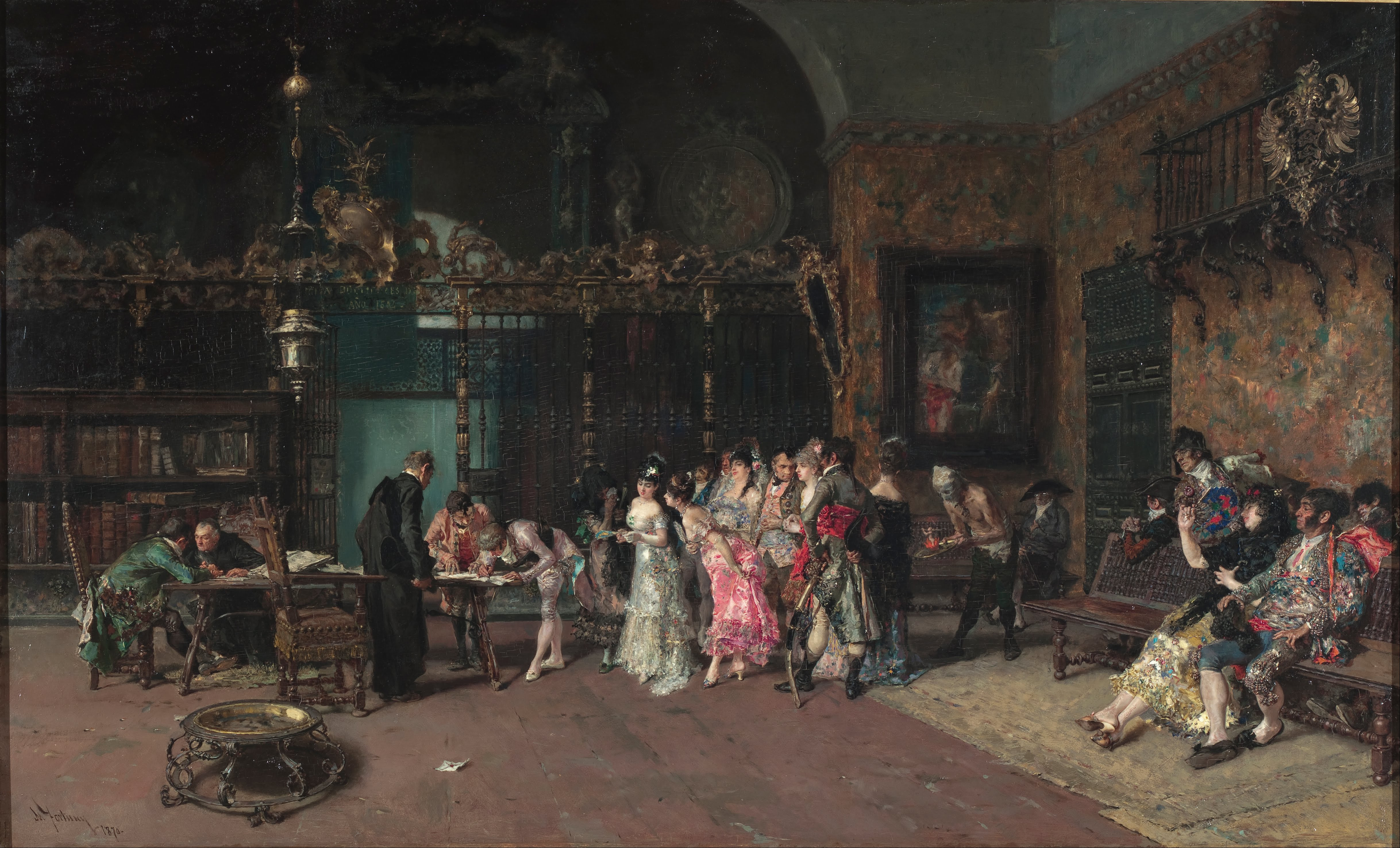
The Spanish Wedding, Museu Nacional d'Art de Catalunya, 1870.
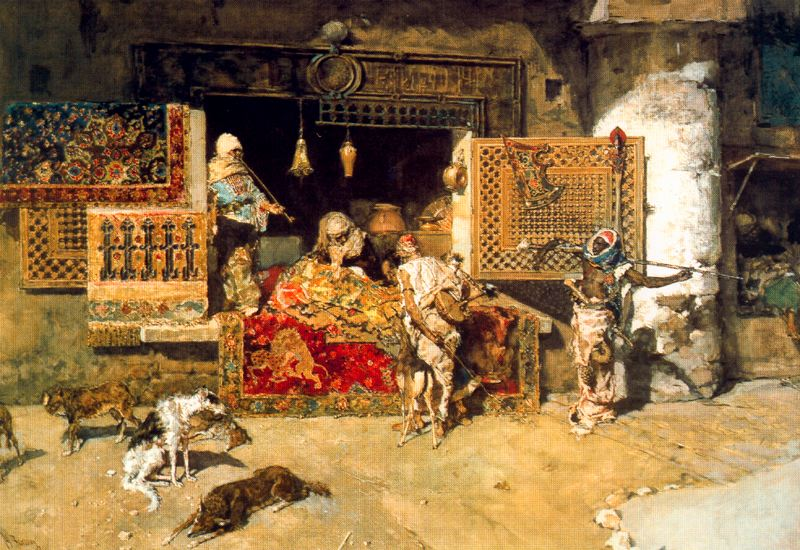
The Tapestry Seller, 1870
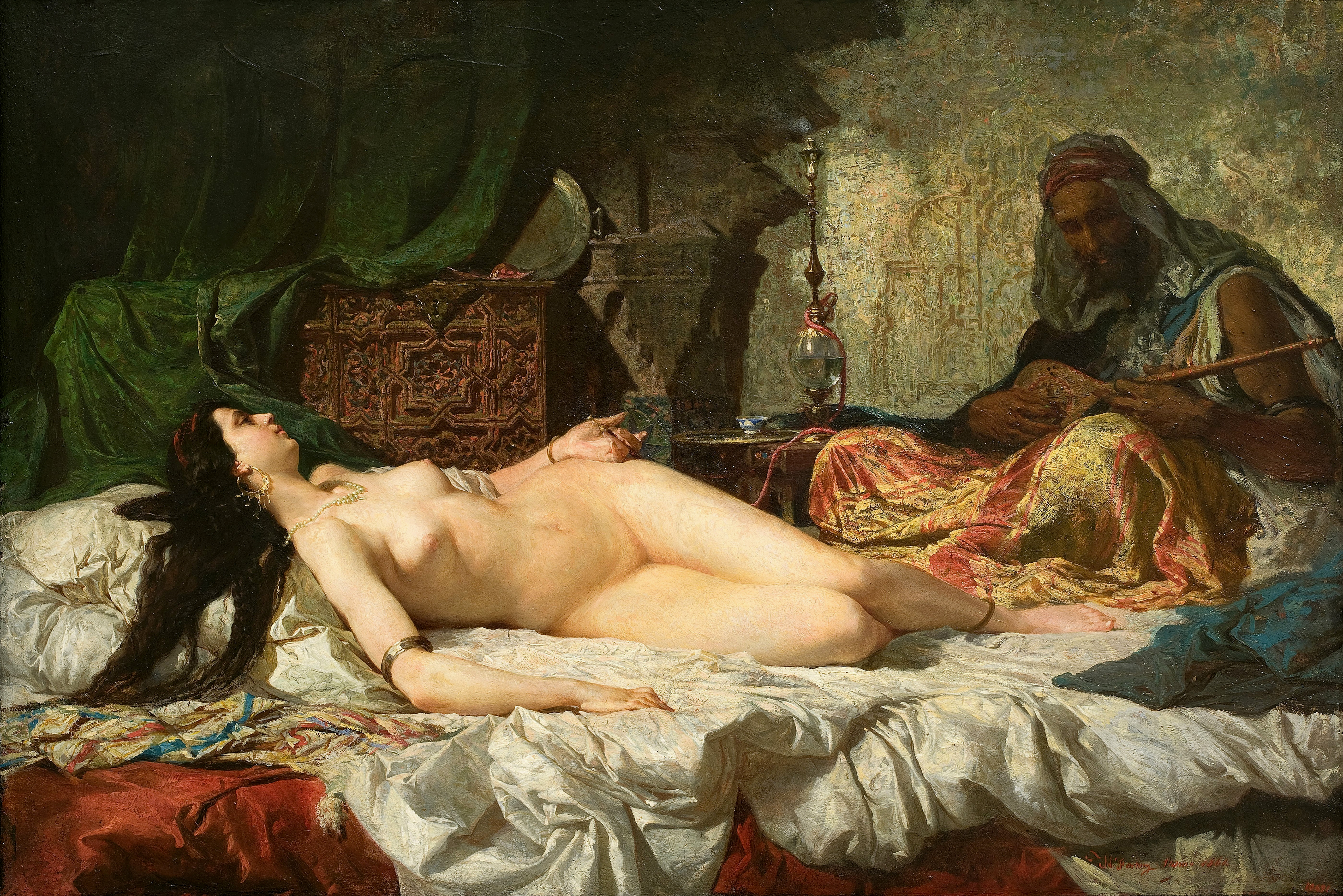
The Odalisque, 1861
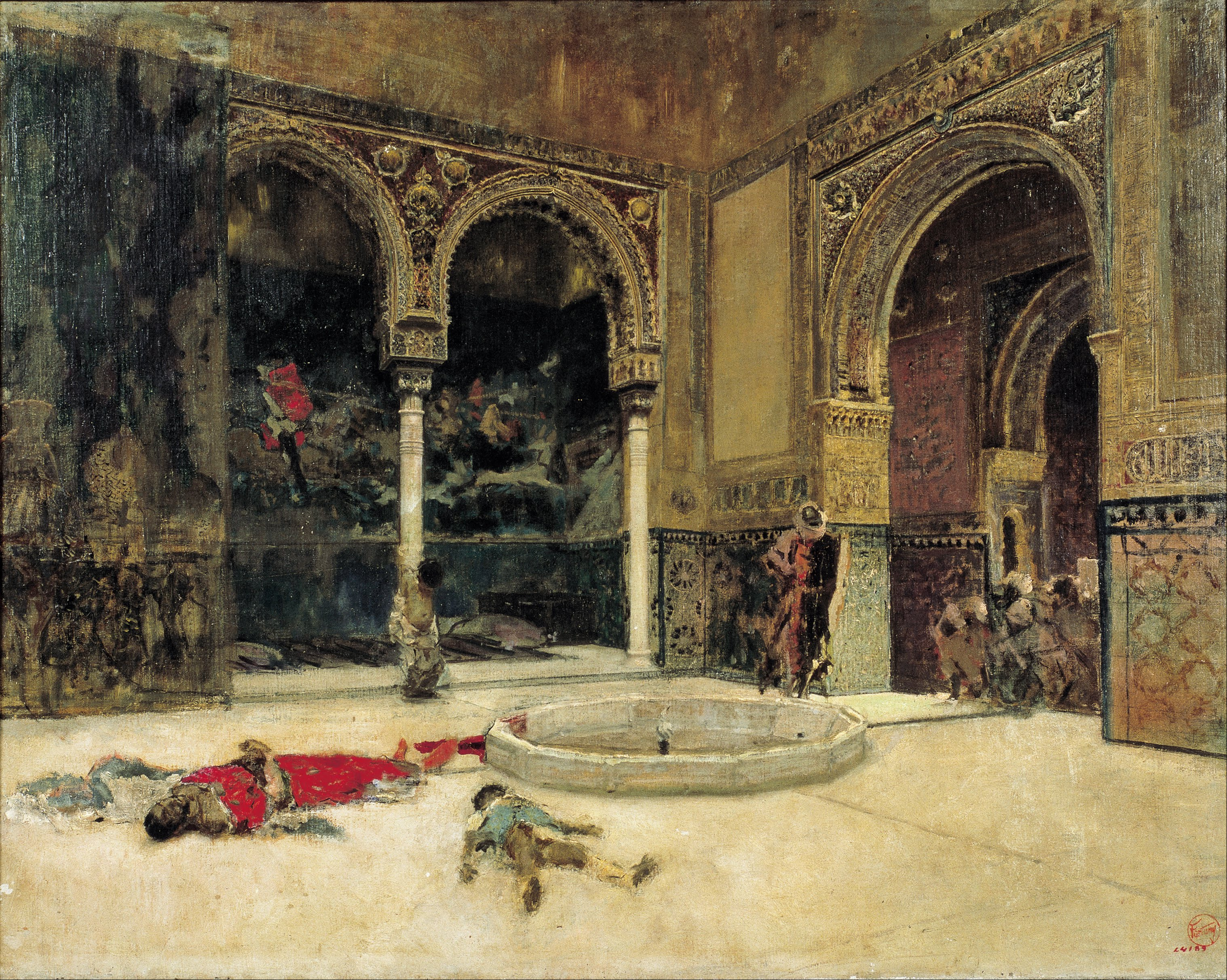
The Slaying of the Abencerrages, c.1870
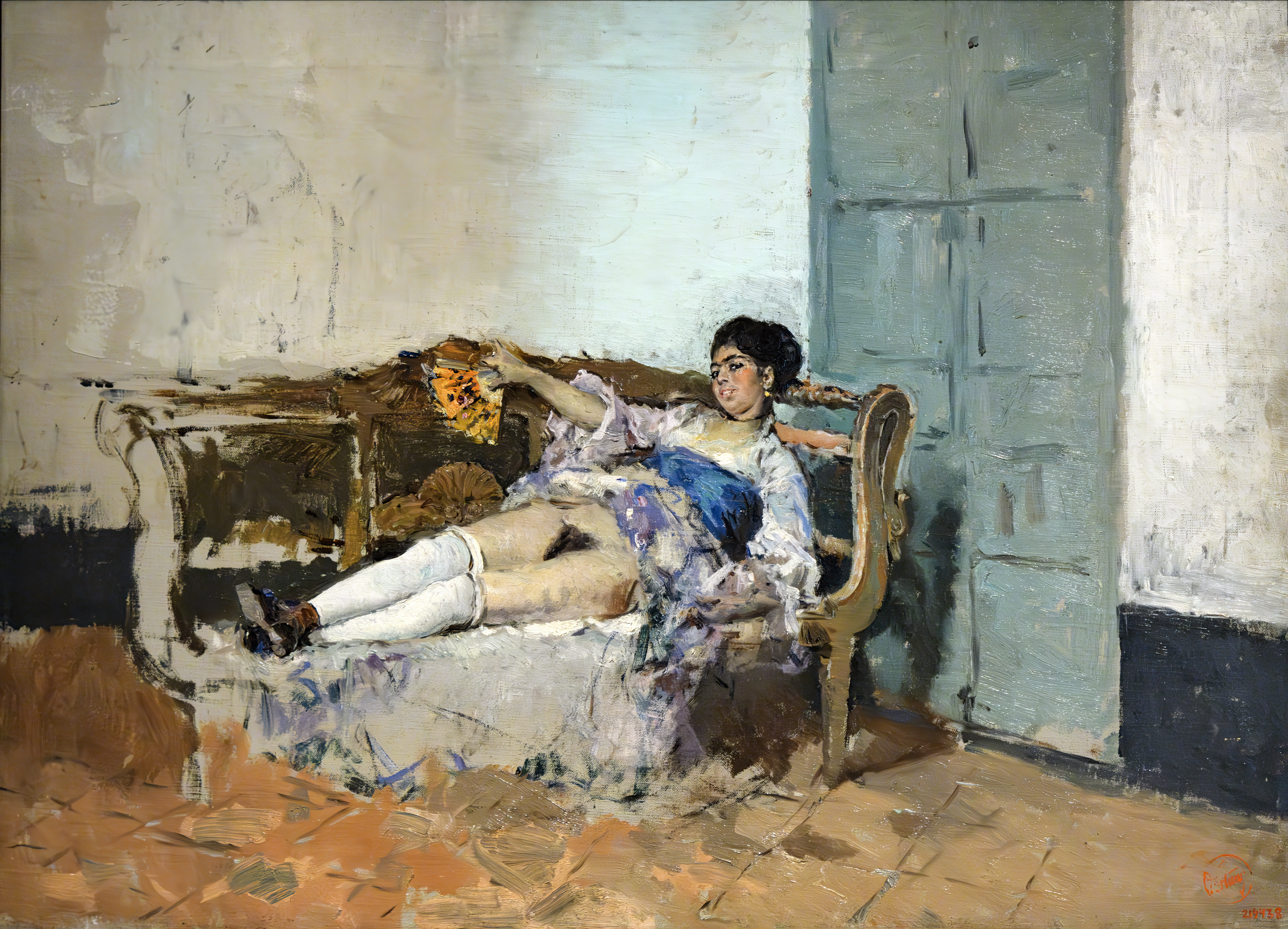
Carmen Bastian, c.1871
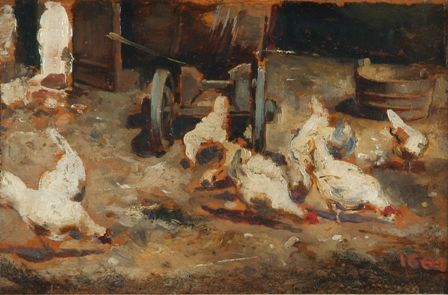
Chicken Coop, c. 1864
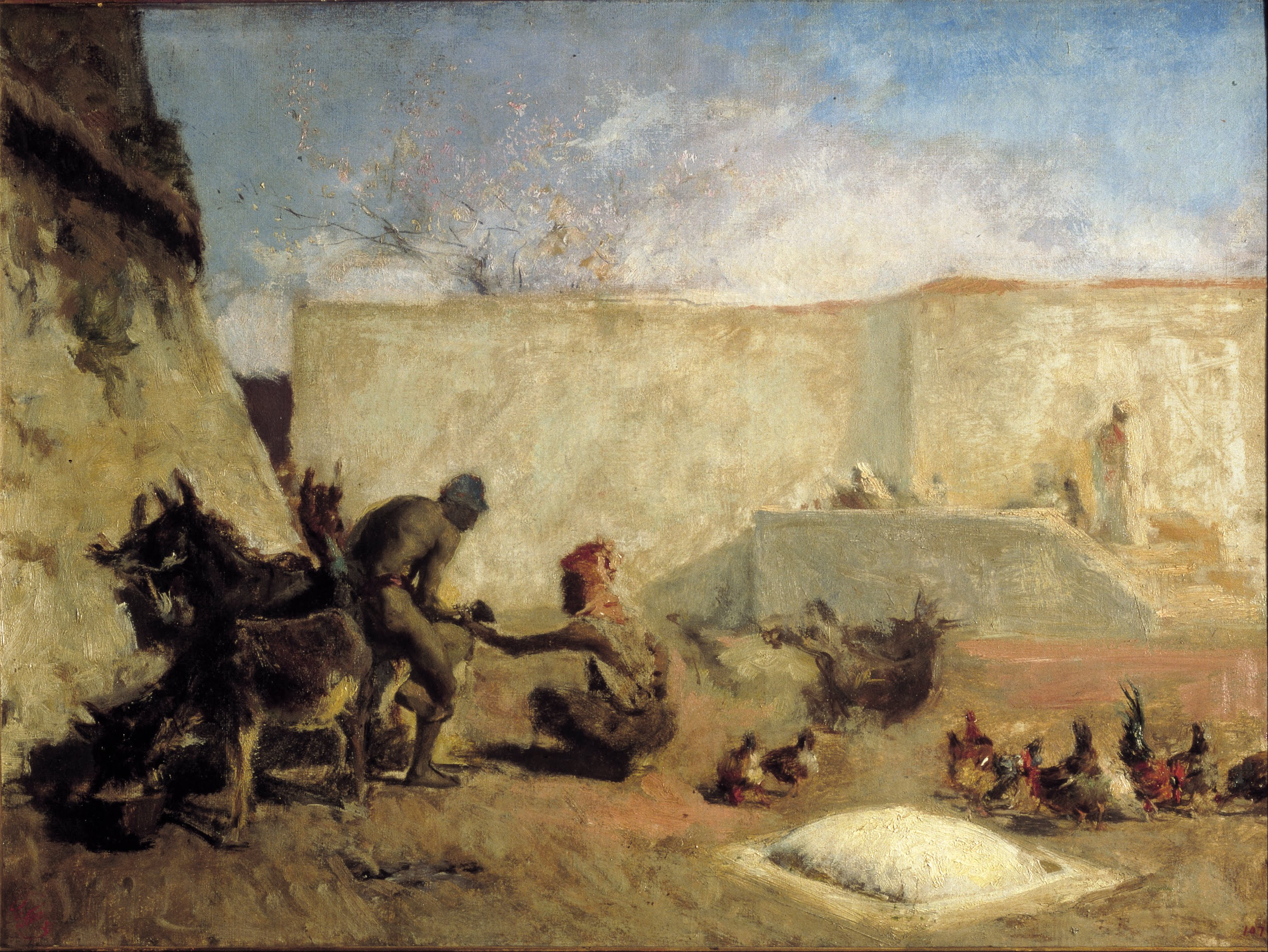
Moroccan Horseshoer, c. 1870